# Serra da Piedade

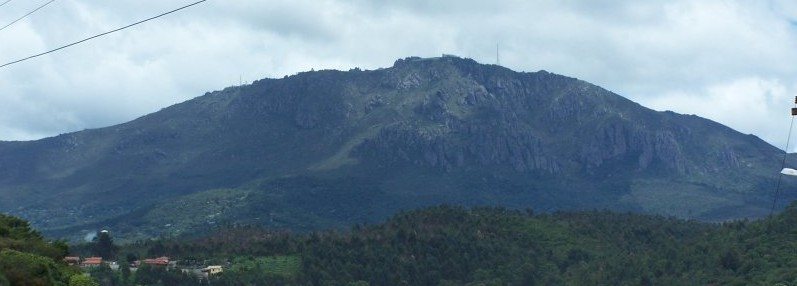
Vista parcial da serra da Piedade a partir da cidade de Caeté

A serra da Piedade é uma formação geológica localizada no município brasileiro de Caeté, estado de Minas Gerais. Sua altitude atinge o máximo de 1 746 metros acima do nível do mar. Corresponde a uma continuação da Serra do Curral, delimitando o limite norte do Quadrilátero Ferrífero.

## História

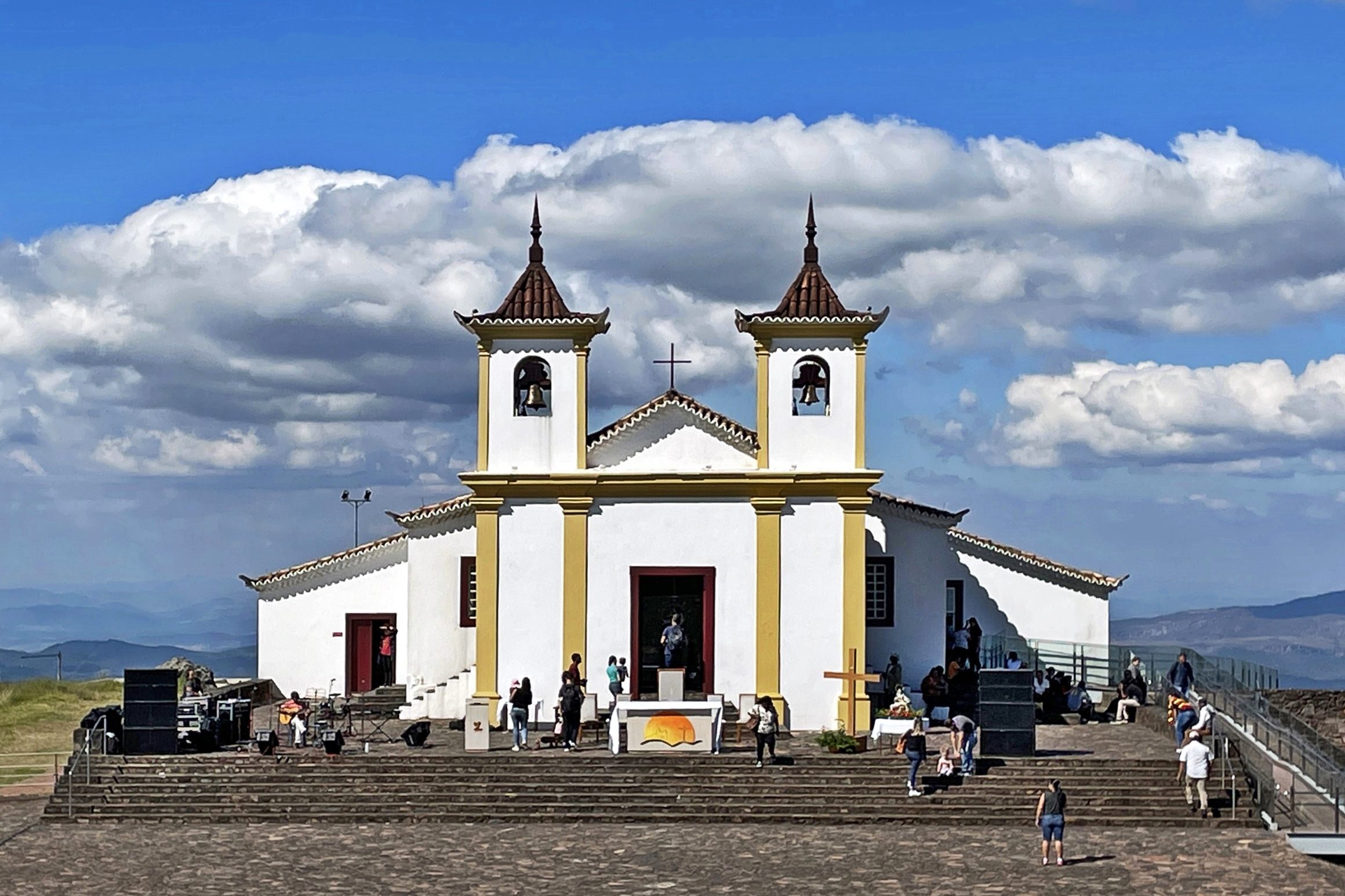
Fachada da Capela de Nossa Senhora da Piedade

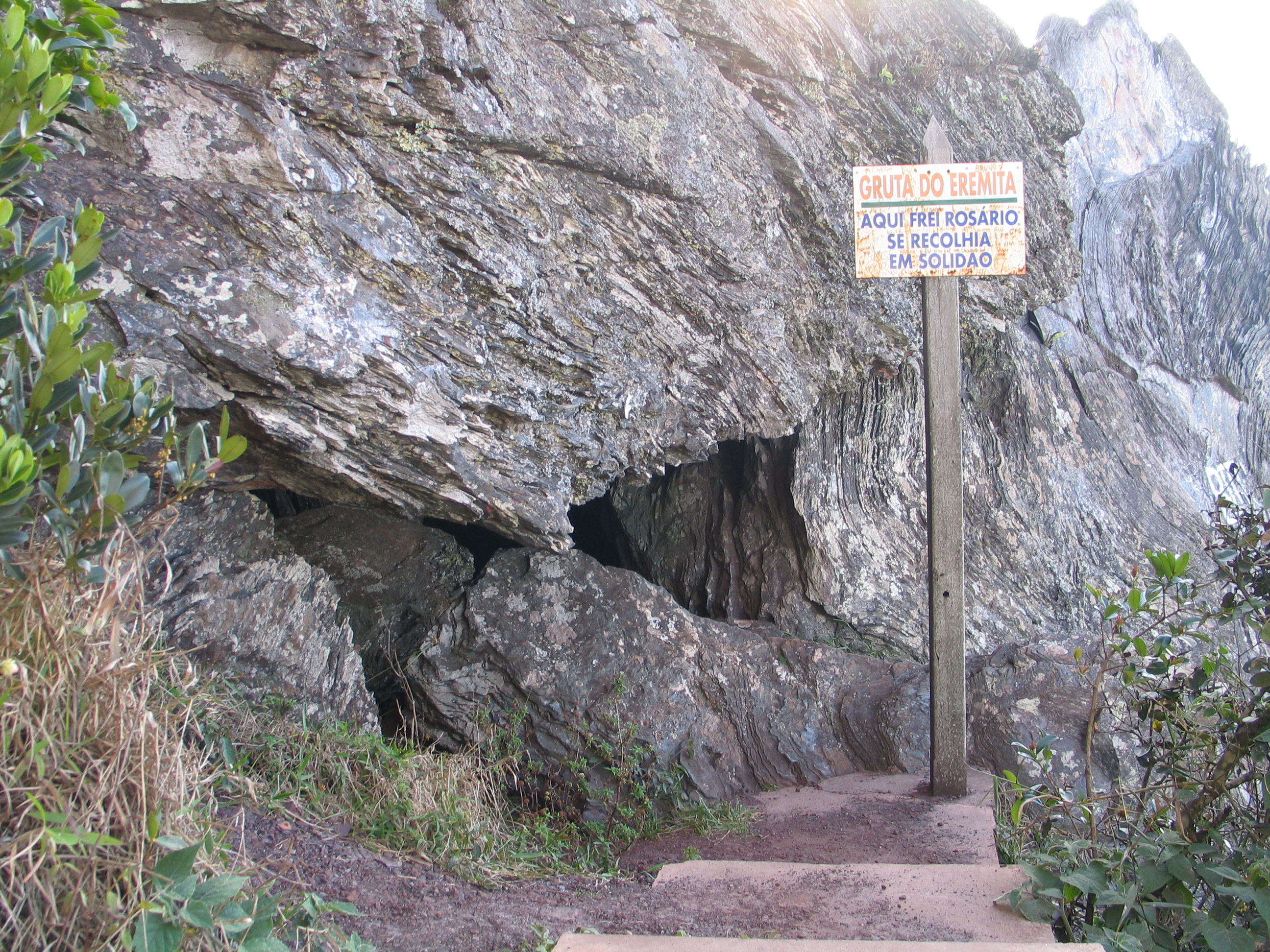
Gruta do Eremita, onde Frei Rosário se recolhia.

A serra da Piedade já era conhecida desde o princípio do século XVII. Lourenço Castanho Taques é considerado o desbravador da região de Caeté, como consta em Carta Régia de 23 de março de 1664, pela descoberta dos "Sertões de Caeté". Na verdade, a serra da Piedade é a mesma serra do Sabarabuçu e, portanto, está ligada às lendas das minas de prata, que desde final do século XVI excitaram os espiritos aventureiros que queriam crer que naquela latitude havia abundância de prata, a exemplo do que acontecia na serra do Potosi, no Peru.
A única construção histórica preservada hoje é a Capela de Nossa Senhora da Piedade, localizada no topo da serra, tendo sua construção sido iniciada por volta de 1704 e concluída por volta de 1770.
Em 1817, o sábio francês Auguste de Saint-Hilaire visitou a serra da Piedade e lá passou vários dias. Observou que a igreja era cercada de edifícios onde moravam eremitas e romeiros. Um dos moradores era a irmã Germana. Uma mulher de cerca de trinta e cinco anos, penitente que quase não comia e dada a crises de histeria. O povo acreditava tratar-se de uma santa. O sábio francês improvisou alguns experimentos para tentar se convencer de que os transes da irmã eram uma farsa, mas na verdade não conseguiu provar isto. Ele de fato, se interessou muito pelo caso e andou até consultando um estudo que o médico mineiro Dr. Antônio Gonçalves Gomide escreveu sobre o assunto em 1814 e concordando com a tese de que o caso da irmã não tinha nada de sobrenatural. Xavier da Veiga, andou coletando alguns documentos antigos contendo advertências que o médico levou do governador por seu envolvimento com “libertinagem e livros perniciosos”. Em 1819 vamos encontrá-lo envolvido com uma devassa por ser chefe de clubes ligados a fatos escandalosos (?). Mas em 1823 e 1826 vamos encontrá-lo na nobre condição de deputado constituinte e senador do Império. Saint-Hilaire, notório conservador,  provavelmente não soube de nada disso e ficou feliz de ter a obra do dr. Gomide no meio da sua biblioteca.
O bispo de Mariana Dom Frei José da Santíssima Trindade também relata as crises de Germana e comedidamente, informa que não estava devidamente comprovado que elas não fossem de origem sobrenatural. Spix e Martius igualmente estiveram na serra e da mesma forma, registraram a existência de uma tal personagem singular comentando, contudo, que ela já não mais lá se encontrava por ter sido proibida de exercer suas faculdades catalépticas pelas autoridades da igreja.

## Geografia

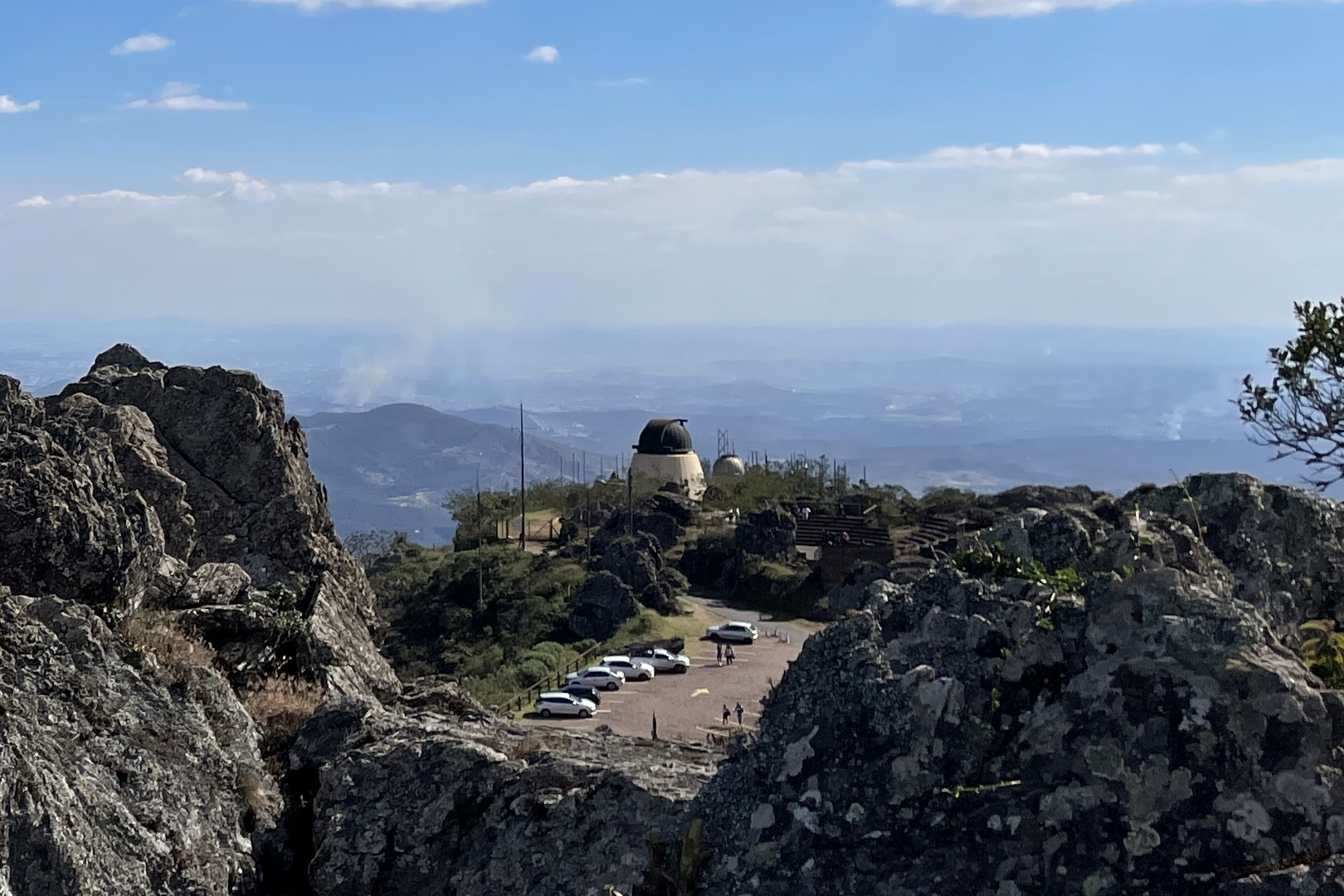
Vista do Observatório Astronômico Frei Rosário

Pertencente à região metropolitana de Belo Horizonte, é um divisor de águas, contribuindo para a formação do rio Doce, entre outros. É a continuação da serra do Curral e localiza-se no limite norte do Quadrilátero Ferrífero, sua altitude chega aos 1746 metros de altura, por isso os ventos são constantes na região, e durante o inverno é comum a formação de geada.
Abriga o Observatório Astronômico da UFMG e os radares do CINDACTA, que monitoram os céus da região. O santuário de Nossa Senhora da Piedade, a padroeira do estado de Minas Gerais, é um local tradicional de romarias e está vinculado a muitas lendas.

## Preservação
A lei estadual 15.178 de 16 de junho de 2004 uma área de 1.945 hectares para preservação dos mananciais, da fauna e da flora. O Instituto do Patrimônio Histórico e Artístico de Minas Gerais estabeleceu as diretrizes para o tombamento da área, definindo as atividades que podem ser exercidas na região e as medidas de preservação paisagística, cultural e ambiental que devem ser adotadas. No caso da exploração mineral, a área degradada terá que ser reconstituída pela empresa exploradora, como está previsto no artigo 225 da Constituição Federal.

## Acesso
Pode ser feito pela BR-381,  e seguindo pela rodovia MG-435 (entrada no trevo de acesso a cidade de Caeté), e acesso ao Santuário com percurso de aproximadamente 5 Km. É o primeiro ponto de visitação turística da cidade de Caeté.
Com acesso também pela cidade de Sabará, MG, com duração aproximada de 1 hora e 15 minutos, partindo do centro de BH, com uma estrada bastante sinuosa.